# Nadmorska Kolej Wąskotorowa
Nadmorska Kolej Wąskotorowa (dawniej Gryficka Kolej Dojazdowa, niem. Greifenberger Kleinbahnen AG) – kolej wąskotorowa w powiecie gryfickim na Pomorzu Zachodnim, o prześwicie toru 1000 mm. Otwarta w 1896 roku jako pruska kolej lokalna, po 1945 roku została przejęta przez Polskie Koleje Państwowe. Od początku XXI wieku funkcjonuje jako kolej turystyczna gminy Rewal, przewożąc przeciętnie ponad 150 tysięcy pasażerów rocznie.

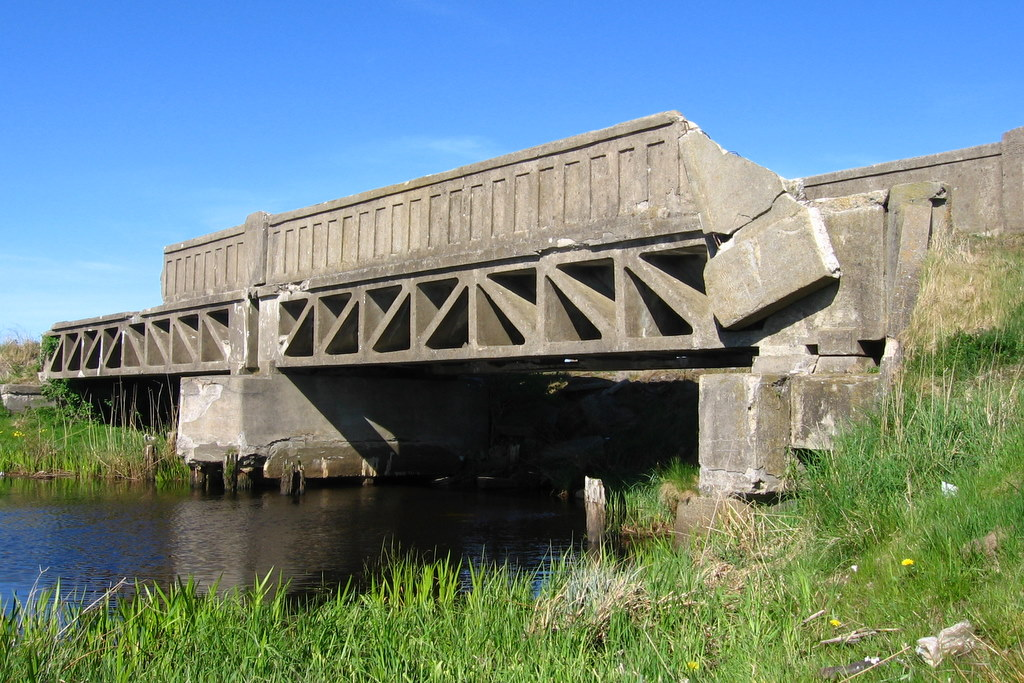
Dawny most kolejowy na Starej Redze przed Robami

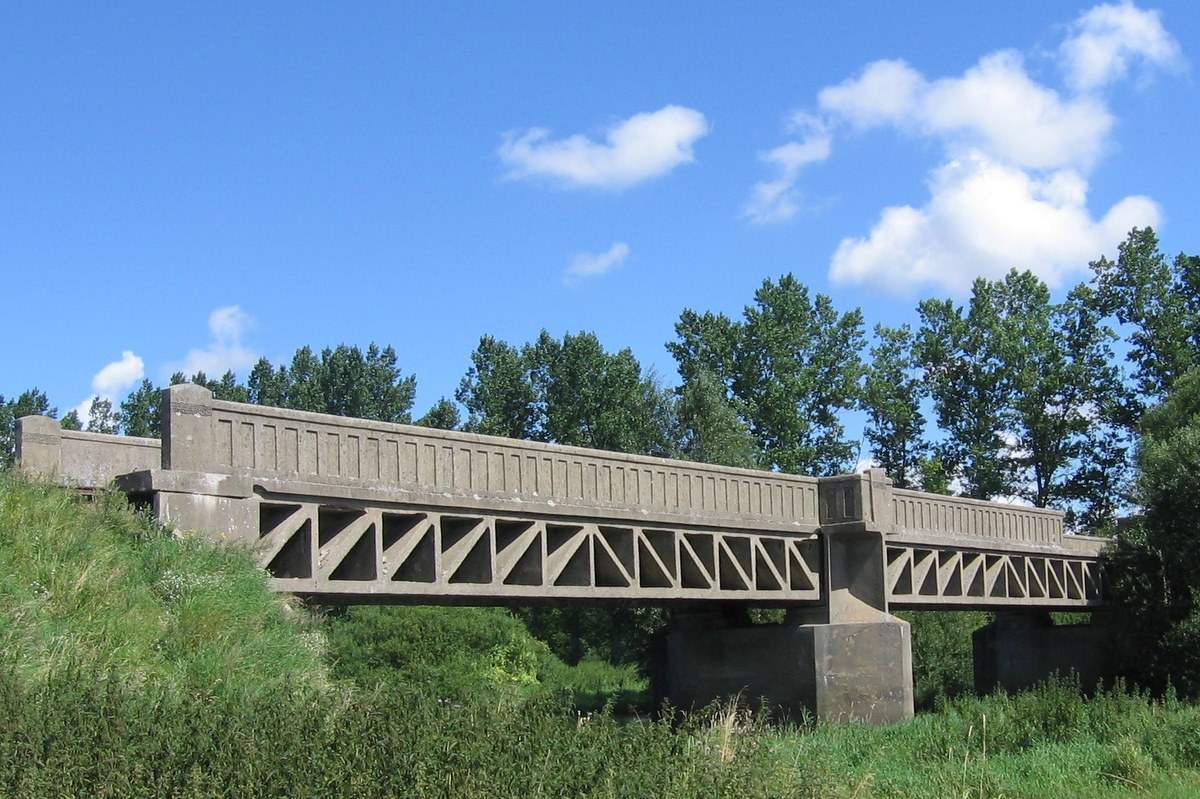
Most nad Regą pod Nowielicami na linii Trzebiatów – Pogorzelica

## Historia
Do Gryfickiej Kolei Wąskotorowej należało łącznie 300 km torów i 98 przystanków, z czego zachowało się 175,6 km torów. Kolej była budowana na terenach ówcześnie należących do Prus, dzięki ułatwieniom dla takich inicjatyw w pruskim ustawodawstwie z lat 1892–1895. W 1895 roku zawiązano spółkę akcyjną Gryficka Kolejka (Greifenberger Kleinbahn Aktiengesselschaft), należącą do powiatu gryfickiego, spółki Lenz & Co i prowincji Pomorze, i rozpoczęto budowę. Pierwsza linia z Gryfic Wąskotorowych do stacji Niechorze Wielkie wraz z infrastrukturą została uruchomiona 1 lipca 1896 roku. Dwa lata później, 5 października 1898 roku oddano do eksploatacji linię z Gryfic do Dargosławia, zbudowaną z udziałem finansowym państwa. Obie linie początkowo miały prześwit toru 750 mm, a bocznicę gryfickiej cukrowni wyposażono w splot 3-szynowy 750/1435 mm. W 1897 roku linia wąskotorowa w Gryficach uzyskała połączenie ze stacją normalnotorową. W 1898 roku podwyższono prędkość pociągów z 20 do 25 km/h. W ramach dalszego rozwoju zdecydowano zbudować linię z Gryfic przez Popiele do Golczewa (Gülzow), a docelowo do portu w Stepnicy. Trasę do Golczewa oddano do użytku w listopadzie 1900 roku. Szybko rosnące przewozy spowodowały, że zdecydowano zwiększyć szerokość toru, co pozwalało na zwiększenie ładowności taboru. W styczniu 1901 roku zdecydowano o budowie nowych linii o szerokości toru 1000 mm, a także o przekuciu toru z 750 na 1000 mm na istniejących odcinkach. Na odcinku Popiele – Gryfice Wąsk. przy okazji zmieniono nieco jego przebieg. W ciągu 1901 roku zakończono przekuwanie torów na odcinkach Gryfice – Niechorze Wlk. oraz Gryfice – Dargosław. Dzięki temu zwiększono prędkość pociągów z 25 do 30 km/h. W dniu 1 grudnia 1903 roku ukończono budowę całej linii przez Łoźnicę, gdzie istniało skrzyżowanie z linią normalnotorową Szczecin – Świnoujście, do portu w Stepnicy (inne źródła wskazują na lipiec 1904 roku).
Już wkrótce okazało się, że linia ta ma dla regionu duże znaczenie, więc kontynuowano realizację ambitnych planów i 7 października 1905 roku otwarta została linia boczna z Golczewa do Śniatowa. Planowano wcześniej dalsze wydłużenie tej trasy do Kamienia Pomorskiego, ale ostatecznie do tego nie doszło z powodów finansowych. Przystąpiono również do budowy odcinka Dargosław – Trzebiatów Wąskotorowy, który 1 listopada 1907 roku oddano do użytku. Dopiero w tym czasie cukrownia Gryfice uporała się z przekuciem swoich torów bocznicowych z 750 na 1000 mm i budową splotu 1000/1435 mm. W 1909 roku kolej gryficka miała m.in. 10 parowozów, 20 wagonów pasażerskich i 273 towarowe. W dniu 6 września 1911 roku oddano do eksploatacji trasę z Czarnogłów do Rokity, która na pewnym odcinku otrzymała splot 3-szynowy 1000/1435 mm i służyła do transportu dużych ilości wapna z kopalni w Czarnogłowach. W związku z rozwojem turystyki i ruchu plażowego, 30 czerwca 1912 roku uruchomiono odcinek z Trzebiatowa do Mrzeżyna, a niecały rok później, 1 maja 1913 roku ruszyły pociągi z Trzebiatowa do Niechorza, zamykając tym samym pętlę. Kolej przyczyniała się do rozwoju gospodarczego okolicznych terenów. 10 października 1913 roku ukończono budowę krótkiego odcinka Kołomąć – Trzygłów, który służył wyłącznie przewozom okopowizny i cegły z miejscowej cegielni, połączonej kolejką gospodarczą ze wsią Waniorowo. W 1913 roku kolej gryficka miała m.in. 19 parowozów, 49 wagonów pasażerskich i 324 towarowe.
Pierwsza wojna światowa zahamowała rozwój kolejki. Osiem parowozów zostało przekazanych na koleje wojskowe. W 1920 roku, prawdopodobnie w ramach „robót interwencyjnych”, wykonano kolejną korektę przebiegu trasy Gryfice Wąsk. – Popiele – Rybokarty, przez co odcinek ten uległ wyprostowaniu i omijał głębokie przekopy. W okresie międzywojennym rozwój kolei został wstrzymany, a sieć zaczęła przynosić straty w obliczu konkurencji ze strony transportu samochodowego. W 1937 koleje wąskotorowe przeszły pod Zarząd Prowincji Pomorze, a w 1940 roku weszły w skład nowo powołanej spółki prawa publicznego Pomorskie Koleje Krajowe (Pommersche Landesbahnen). Podczas II wojny światowej infrastruktura kolei uległa znacznym zniszczeniom, także z powodów uszkodzenia nawierzchni przez ciężkie składy, a część taboru wywieziono.
| km                                                         | polska nazwa        | niemiecka nazwa                     |
| linia Gryfice Wąsk. – Rewal – Trzebiatów Wąsk. (zachodnia) |                     |                                     |
| 0,0                                                        | Gryfice Wąsk.       | Greifenberg (Pommern) Ldb.          |
| 4,1                                                        | Popiele             | Chausseehaus b. Greifenberg (Pom.)  |
| 8,6                                                        | Rybokarty           | Ribbekardt                          |
| 10,4                                                       | Wilczkowo           | Völschenhagen                       |
| 12,4                                                       | Niedźwiedziska      | Medewitz (Kr. Greifenberg Pom.)     |
| 16,5                                                       | Modlimowo           | Muddelmow                           |
| 18,7                                                       | Paprotno            | Parpart                             |
| 22,7                                                       | Karnice Wąsk.       | Karnitz (Kr. Greifenberg Pom.) Ldb. |
| 26,7                                                       | Dreżewo             | Dresow                              |
| 29,5                                                       | Trzęsacz            | Hoff (Pommern)                      |
| 30,9                                                       | Rewal               | Rewahl Seebad                       |
| 32,3                                                       | Śliwin              | Schleffin                           |
| 35,5                                                       | Niechorze Wielkie   | Groß Horst                          |
| 36,4                                                       | Niechorze           | Horst Seebad                        |
| 37,4                                                       | Liwia Łuża          | Horst Liebelose                     |
| 39,4                                                       | Pogorzelica Gryf.   | Fischerkathen                       |
| 42,3                                                       | Rogozina            | Mittelhagen                         |
| 44,3                                                       | Sadlno              | Zedlin                              |
| 47,4                                                       | Włodarka            | Voigtshagen                         |
| 50,8                                                       | Trzebiatów Mokre    | Treptow (Rega) Badstübertor         |
| 53,0                                                       | Trzebiatów Wąsk.    | Treptow (Rega) Ldb.                 |
| linia Popiele – Golczewo Wąsk. – Stepnica                  |                     |                                     |
| 0,0                                                        | Popiele             | Chausseehaus b. Greifenberg (Pom.)  |
| 1,8                                                        | Rzęsin              | Rensin                              |
| 4,3                                                        | Kołomąć             | Koldemanz                           |
| 7,6                                                        | Świeszewo           | Schwessow                           |
| 10,2                                                       | Wołowiec            | Ravenhorst                          |
| 11,6                                                       | Upadły              | Henkenhagen (bei Greifenberg)       |
| 14,2                                                       | Golczewo Gaj        | x                                   |
| 16,4                                                       | Golczewo Wąsk.      | Gülzow Ldb.                         |
| 18,3                                                       | Golczewo Młyn       | Obermühle                           |
| 20,0                                                       | Kłęby               | Klemmen                             |
| 22,6                                                       | Kłodzino Kamieńskie | Klötzin                             |
| 25,0                                                       | Buk Kamieński       | Böck (Kr. Cammin)                   |
| 25,9                                                       | Czarnogłowy         | Zarnglaff                           |
| 29,4                                                       | Trzechel            | Trechel                             |
| 31,4                                                       | Żychlikowo          | Siegelkow                           |
| 36,8                                                       | Łoźnica Wąsk.       | Kantreck Ldb.                       |
| 38,7                                                       | Dzisna              | Dischenhagen                        |
| 40,9                                                       | Babigoszcz          | Hammer (Kr. Cammin)                 |
| 42,8                                                       | Borowice            | Wächtershöhe                        |
| 45,4                                                       | Widzieńsko          | Hohenbrück                          |
| 47,6                                                       | Rogów Kamieński     | Rehbock                             |
| 50,1                                                       | Świbin              | Schiebenhorst                       |
| 52,2                                                       | Bogusławie          | Birkenwalde                         |
| 54,0                                                       | Stepnica            | Stepenitz                           |

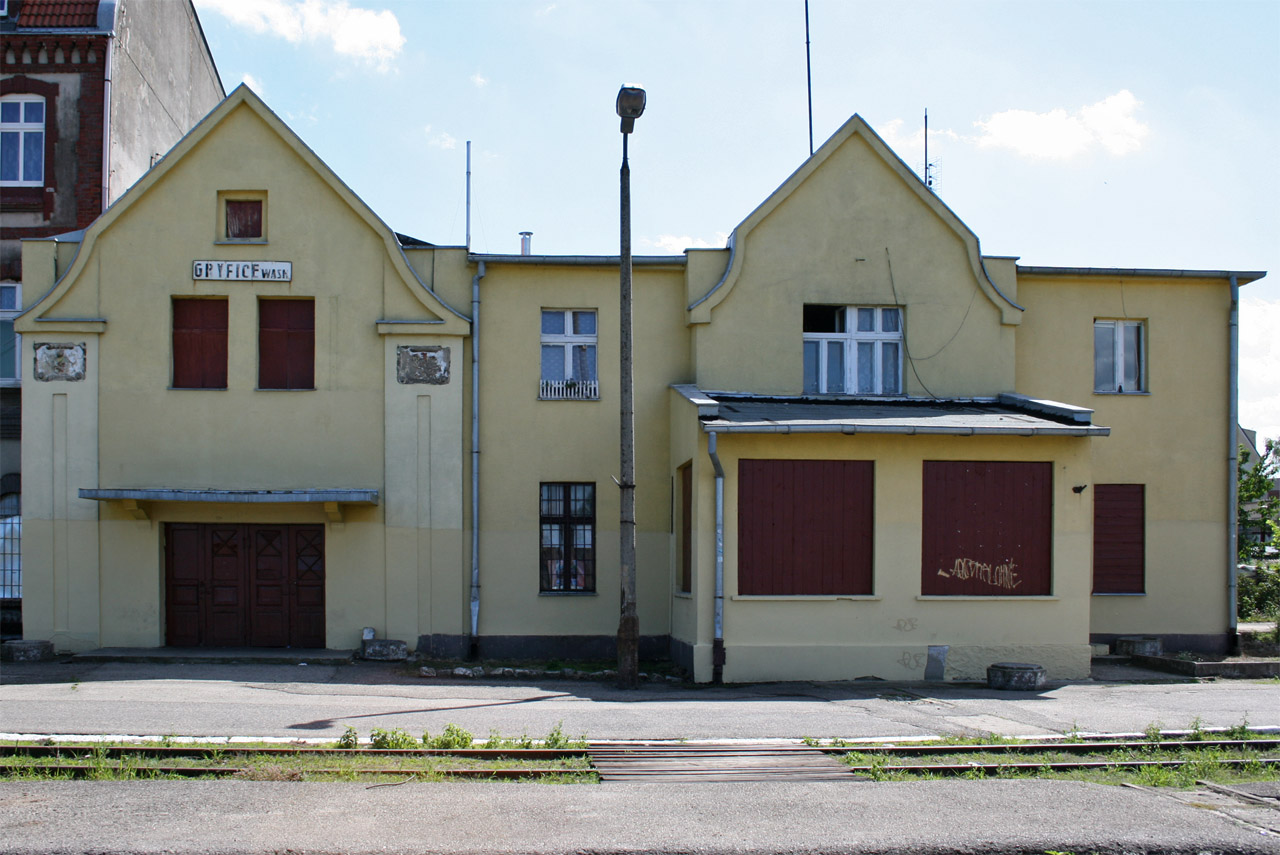
Stacja w Gryficach

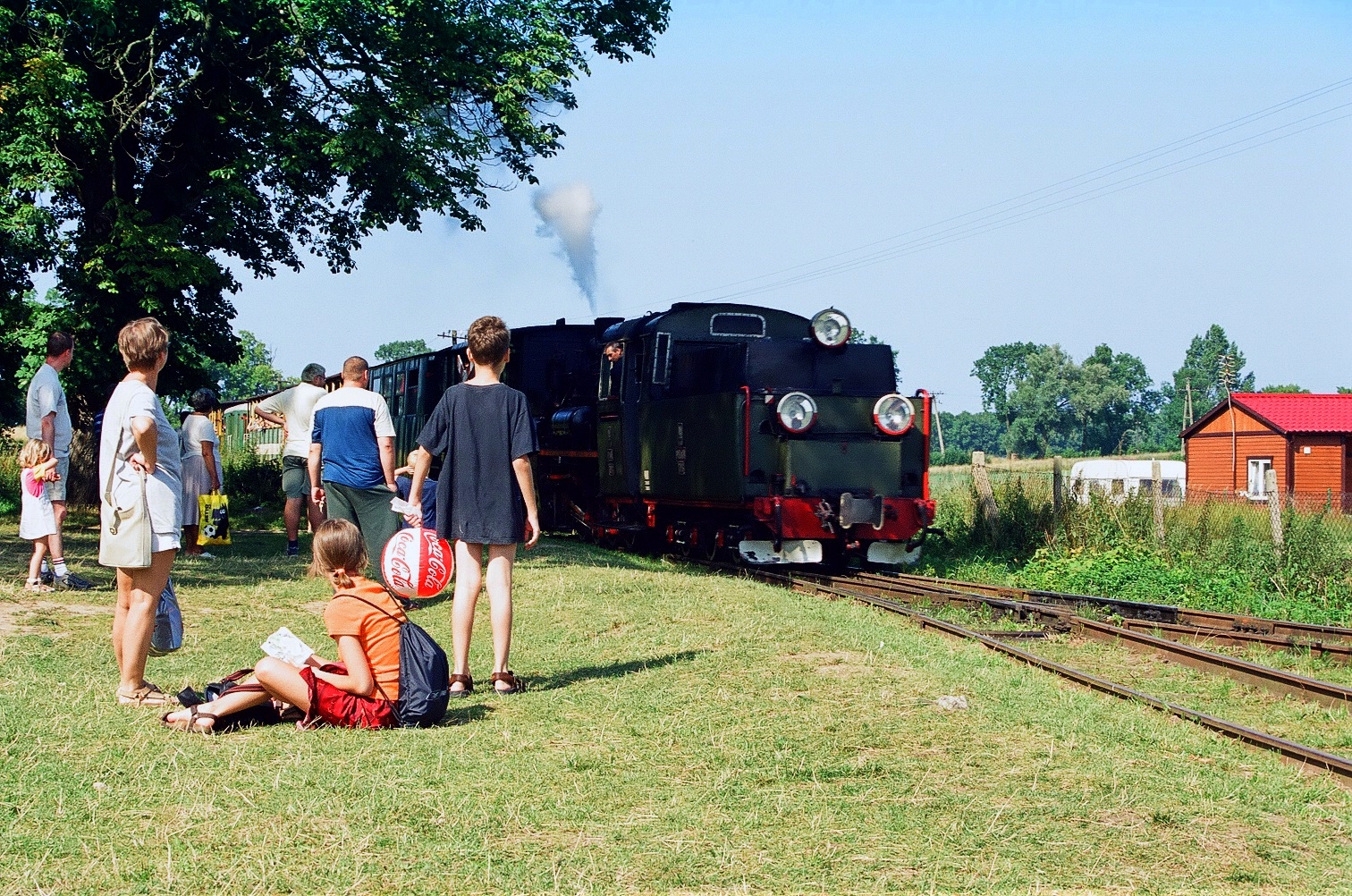
Wjazd pociągu z parowozem Px48 na przystanek w Trzęsaczu (2002)

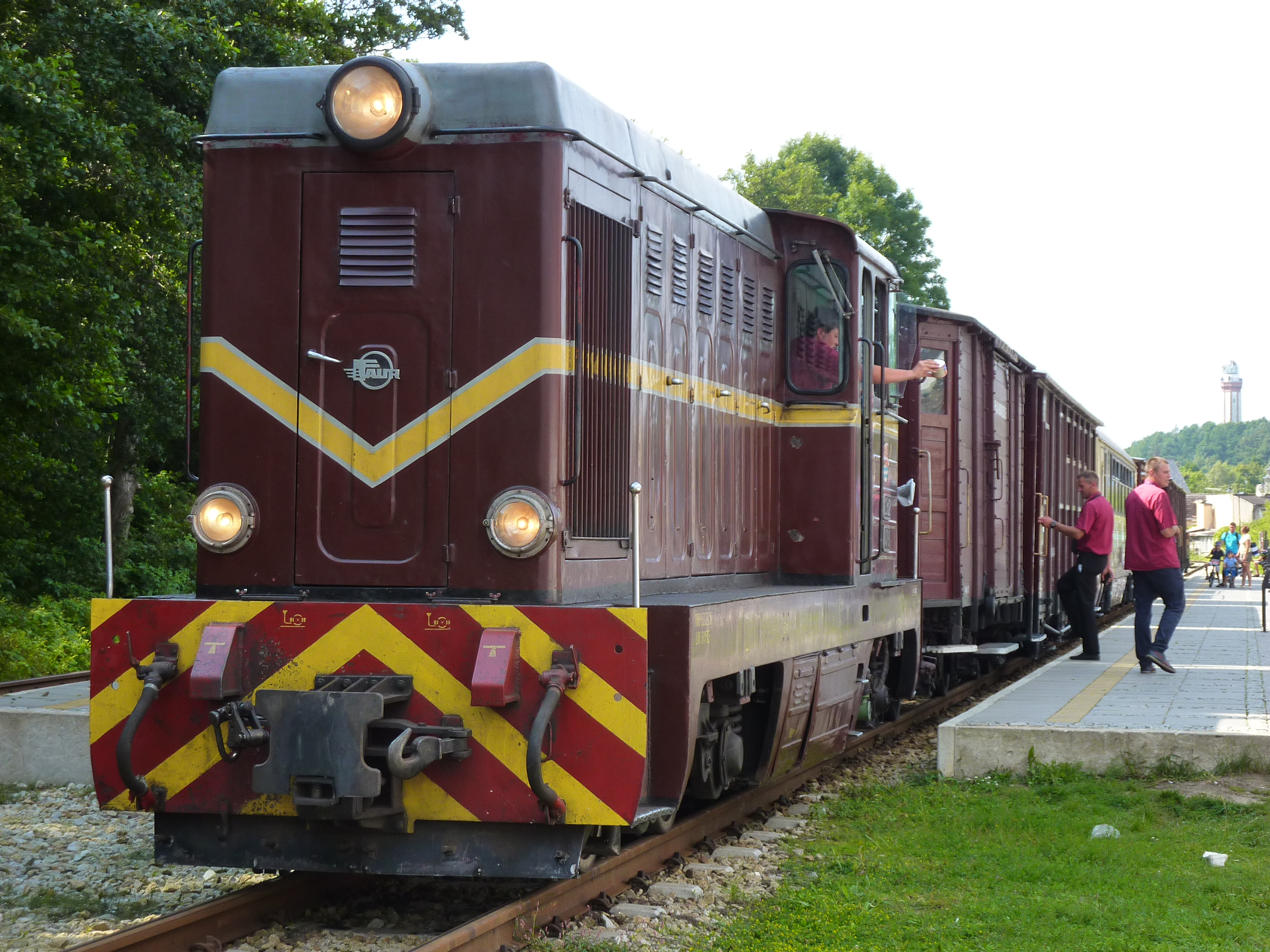
Pociąg na stacji w Niechorzu (2016)

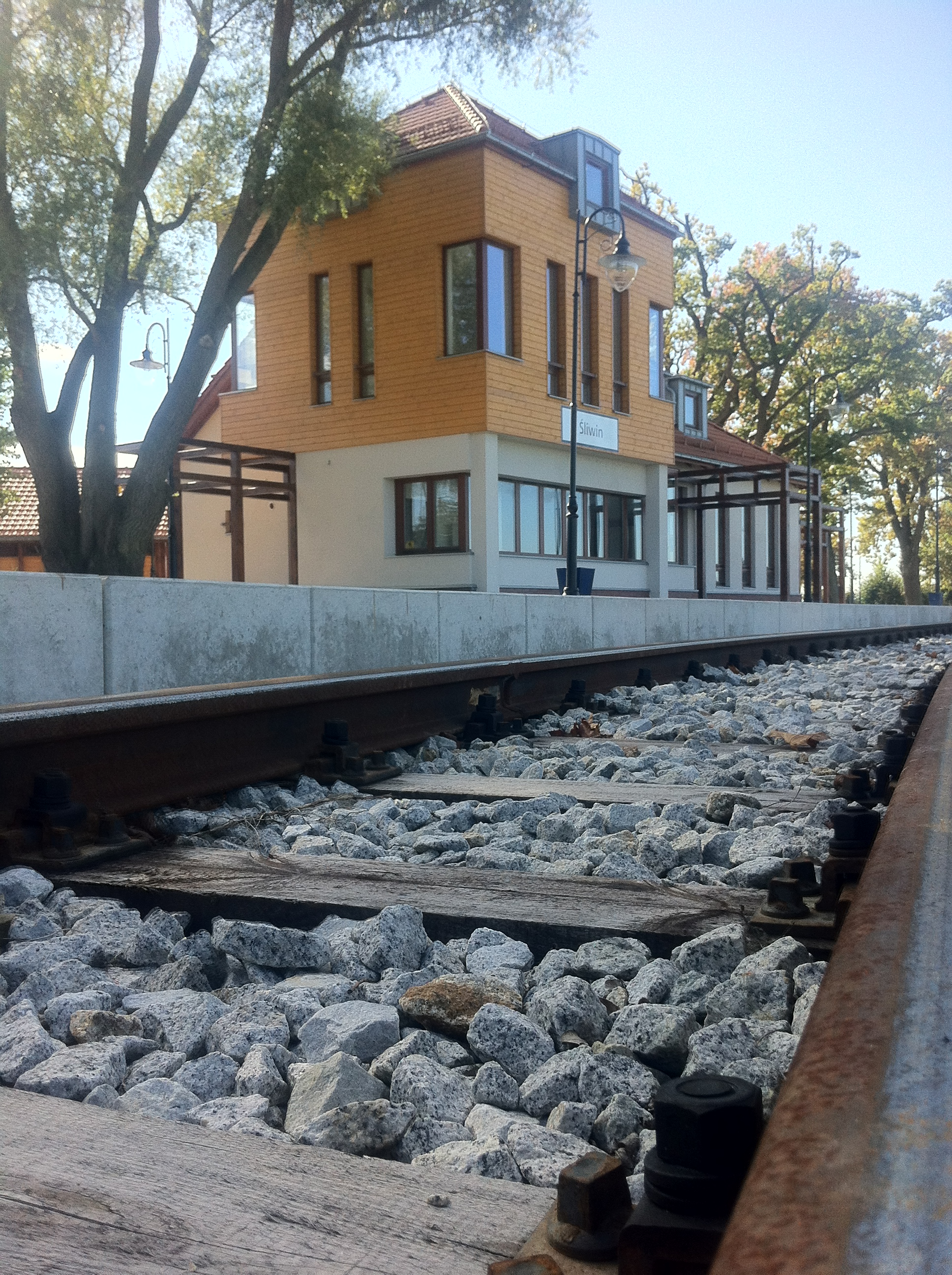
Śliwin – Stacja Wąskotorówki (2013)

Po II wojnie światowej kolej znalazła się na terytorium Polski i została przejęta przez Polskie Koleje Państwowe. Została podporządkowana Zachodniopomorskiej Dyrekcji Okręgowej Kolei Państwowych w Szczecinie – Zarządowi Kolei w Gryficach. 19 sierpnia 1945 roku urządzenia kolejowe zostały przekazane przez radziecką administrację wojskową polskim władzom. Już w sierpniu uruchomiono parowozownię w Gryficach i wznowiono przewozy na linii Gryfice – Niechorze – Trzebiatów. Kolej odgrywała istotną rolę w transporcie i zasiedlaniu tych terenów po wojnie. 1 czerwca 1949 roku powołano Zarząd Kolei Dojazdowych w DOKP w Szczecinie. W latach 50. dokonano wymiany nawierzchni, co pozwoliło na ruch cięższych pociągów, remontowano też infrastrukturę. W 1955 roku pojawiły się wagony motorowe, modernizowano też wagony pasażerskie.
Od lat 60. rozpoczęła się stopniowa likwidacja kolei wąskotorowych, wypieranych przez inne środki transportu. Pierwsza została zamknięta i rozebrana linia z Czarnogłowów do Rokity. W 1963 roku zamknięto linię Trzebiatów – Mrzeżyno. Do 1969 roku zamknięto kolejne linie: Kołomąć – Trzygłów oraz Golczewo Wąsk. – Śniatowo. Mimo to, modernizowano tabor kolei – od 1971 roku wchodziły polskie parowozy serii Px48 przekute na tor metrowy, a w 1978 roku wprowadzono lokomotywy spalinowe Lxd2. Od 1976 roku wprowadzano transportery dla towarowych wagonów normalnotorowych. W 1977 roku zawieszono przewozy pasażerskie na odcinku Łoźnica Wąsk. – Stepnica, ale jeszcze w 1990 roku czynnych było 126,4 km linii (72%). Rok później zawieszono przewozy na odcinku z Trzebiatowa do Dargosławia, a od 1 października 1996 roku na dalszej jego części (Dargosław – Gryfice) oraz na linii z Popiela do Łoźnicy. W 1992 roku uruchomiono pierwsze letnie pociągi turystyczne z parowozem na trasie Gryfice – Niechorze – Trzebiatów, a od 1994 roku wprowadzono stały rozkład wakacyjny. 11 maja 1995 roku kolej Popiele – Gryfice – Trzebiatów została wpisana do rejestru zabytków województwa zachodniopomorskiego pod numerem A-1286. Jeszcze w 1996 roku przejezdne były wszystkie istniejące odcinki: Gryfice – Tąpadły – Trzebiatów – Niechorze – Gryfice i Gryfice – Golczewo – Łoźnica – Stepnica. W końcowym okresie działalności PKP, ze względu na zły stan mostu nad rzeką Regą, w 1999 roku zamknięto odcinek z Trzebiatowa do Pogorzelicy. Wycięto ponadto odcinek torów na przejeździe kolejowo-drogowym koło Babigoszczy w ciągu szosy nr E65. W kolejnych latach doszło do spalenia dworca w Trzebiatowie, kolej borykała się też z kradzieżami szyn.
W 2001 roku PKP postanowiła zlikwidować kolej, której groziła sprzedaż całej infrastruktury za granicę (zainteresowany był nabywca z Afryki). 18 marca 2002 roku decyzję o przejęciu kolei podjęła gmina Rewal, po czym podpisano umowę użyczenia budynków i budowli od PKP. 

### Obecnie
29 maja 2002 roku ponownie uruchomiono kolej jako własność gminy Rewal. 5 kwietnia 2006 roku dokonano nieodpłatnego przeniesienia prawa wieczystego użytkowania działek zajętych pod linię kolejową na rzecz gminy. Już w 2008 roku kolej przewiozła ponad 100 tysięcy pasażerów.

Po wznowieniu ruchu czynna była tylko linia z Gryfic Wąsk. przez Trzęsacz, Rewal, Śliwin i Niechorze do Pogorzelicy o długości 39,4 km. Jest to 22% wszystkich linii dawnej Gryfickiej Kolei Wąskotorowej. Linia jest finansowana przez gminę Rewal. Trasa przebiega przez trzy gminy powiatu gryfickiego: Gryfice, Karnice i Rewal i obejmuje łącznie 15 stacji. W sezonie przewozowym od 1 maja do końca września pociąg jeździ codziennie, wyjeżdżając o godz. 8:40 ze stacji Gryfice Wąskotorowe. Po dotarciu do Pogorzelicy pociąg kursuje wahadłowo na krótszej trasie nadmorskiej o długości 9,9 km Pogorzelica – Trzęsacz – Pogorzelica, po czym ostatni kurs kończy w Gryficach o godz. 19:40. Przejazd na całej trasie z Gryfic do Pogorzelicy trwa 1 godzinę i 54 minuty, a z Trzęsacza do Pogorzelicy 34 minuty.
W latach 2011–2013 trwał kompleksowy remont nadmorskiego 10-kilometrowego odcinka Trzęsacz – Pogorzelica, z dofinansowaniem w kwocie 15,4 mln zł w ramach Regionalnego Programu Operacyjnego Województwa Zachodniopomorskiego. Plany inwestycyjne, mimo wcześniejszych zapowiedzi, nie objęły wznowienia ruchu na 14-kilometrowymn odcinku Pogorzelica – Trzebiatów oraz budowy linii do Pobierowa. W ramach rewitalizacji wymieniono całą nawierzchnię torową i przebudowano dworce w Pogorzelicy, Rewalu, Niechorzu oraz zbudowano dworce w Trzęsaczu, Śliwinie i Niechorzu przy latarni morskiej. Kolej stała się istotną atrakcją turystyczną Pomorza Zachodniego. W 2010 r. – w ostatnim sezonie przed remontem – kolejka przewiozła 120 tysięcy pasażerów, którzy przynieśli przychód w wysokości 700 tysięcy złotych przy dotacji ze strony gminy w wysokości 200 tysięcy złotych.
W 2013 powstała spółka Nadmorska Kolej Wąskotorowa Sp. z o.o. z siedzibą w Pogorzelicy, która uruchomiła przewozy od 1 maja 2014 r. 26 grudnia 2014 kolejka uruchomiła przejazdy zimowe. Na określenie kolejki gmina używa obecnie określenia Nadmorska Kolej Wąskotorowa Gminy Rewal.
Czynny tabor kolei to przede wszystkim lokomotywy spalinowe Lxd2. Używany był ponadto wagon motorowy MBxd2. Na początku XXI wieku na kolei używany był także czynny parowóz Px48-3916, dzierżawiony od Muzeum Kolejnictwa w Warszawie. Na kolej sprowadzono w 2012 roku z Niemiec parowóz Px48-3913, oczekujący na naprawę.
22 sierpnia 2018 kolejka przewiozła pasażera numer 600 000, licząc od przejęcia jej przez gminę Rewal. Po ponownym uruchomieniu kolej systematycznie osiągała przewozy rzędu 150–160 tysięcy pasażerów rocznie, zajmując pod tym względem na ogół pierwsze miejsce w Polsce (z wyjątkiem lat 2017–2018, 2020 i 2024, kiedy wyprzedziła ją Bieszczadzka Kolejka Leśna). Jedynie w 2020 roku (związanym z obostrzeniami pandemicznymi) kolej przewiozła znacznie mniej – 103,5 tysiąca pasażerów, natomiast w 2019 i 2021 roku przewiozła rekordowe 173,9 i 175 tysięcy pasażerów.
| Przybliżone przewozy roczne (w tysiącach pasażerów) | Przybliżone przewozy roczne (w tysiącach pasażerów) | Przybliżone przewozy roczne (w tysiącach pasażerów) | Przybliżone przewozy roczne (w tysiącach pasażerów) | Przybliżone przewozy roczne (w tysiącach pasażerów) | Przybliżone przewozy roczne (w tysiącach pasażerów) | Przybliżone przewozy roczne (w tysiącach pasażerów) | Przybliżone przewozy roczne (w tysiącach pasażerów) | Przybliżone przewozy roczne (w tysiącach pasażerów) | Przybliżone przewozy roczne (w tysiącach pasażerów) | Przybliżone przewozy roczne (w tysiącach pasażerów) |
| --------------------------------------------------- | --------------------------------------------------- | --------------------------------------------------- | --------------------------------------------------- | --------------------------------------------------- | --------------------------------------------------- | --------------------------------------------------- | --------------------------------------------------- | --------------------------------------------------- | --------------------------------------------------- | --------------------------------------------------- |
| 2010–19                                             | 2010                                                | 2011                                                | 2012                                                | 2013                                                | 2014                                                | 2015                                                | 2016                                                | 2017                                                | 2018                                                | 2019                                                |
| 2010–19                                             | 120                                                 |                                                     |                                                     |                                                     | 150                                                 | 152                                                 | 158,8                                               | 131,5                                               | 146,6                                               | 173,9                                               |
| 2020–29                                             | 2020                                                | 2021                                                | 2022                                                | 2023                                                | 2024                                                |                                                     |                                                     |                                                     |                                                     |                                                     |
| 2020–29                                             | 103,5                                               | 175                                                 | 160,1                                               | 163,2                                               | 161,7                                               |                                                     |                                                     |                                                     |                                                     |                                                     |